# هيئة الغابات

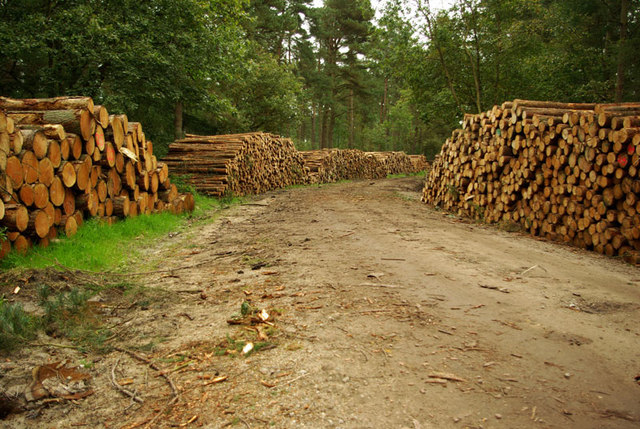
تنتج هيئة الغابات الأخشاب من الغابات المملوكة للدولة.

هيئة الغابات هي إدارة حكومية غير وزارية مسئولة عن إدارة الغابات المملوكة ملكية عامة وتنظيم الغابات العامة والخاصة في إنجلترا. كانت في السابق مسؤولة أيضًا عن الغابات في ويلز واسكتلندا، ولكن في 1 أبريل 2013 اندمجت هيئة الغابات في ويلز مع وكالات أخرى لتصبح الموارد الطبيعية ويلز، حين تم إنشاء هيئتين جديدتين في اسكتلندا في 1 أبريل 2019. تأسست اللجنة عام 1919 لتوسيع غابات بريطانيا والغابات بعد استنفادها خلال الحرب العالمية الأولى. واشترت اللجنة كميات كبيرة من الأراضي الزراعية السابقة، وأصبحت في نهاية المطاف أكبر مالك للأراضي في بريطانيا. تنقسم الهيئة إلى ثلاثة أقسام: هيئة الغابات بإنجلترا، هيئة الغابات وبحوث الغابات.